# 高尾野北インターチェンジ

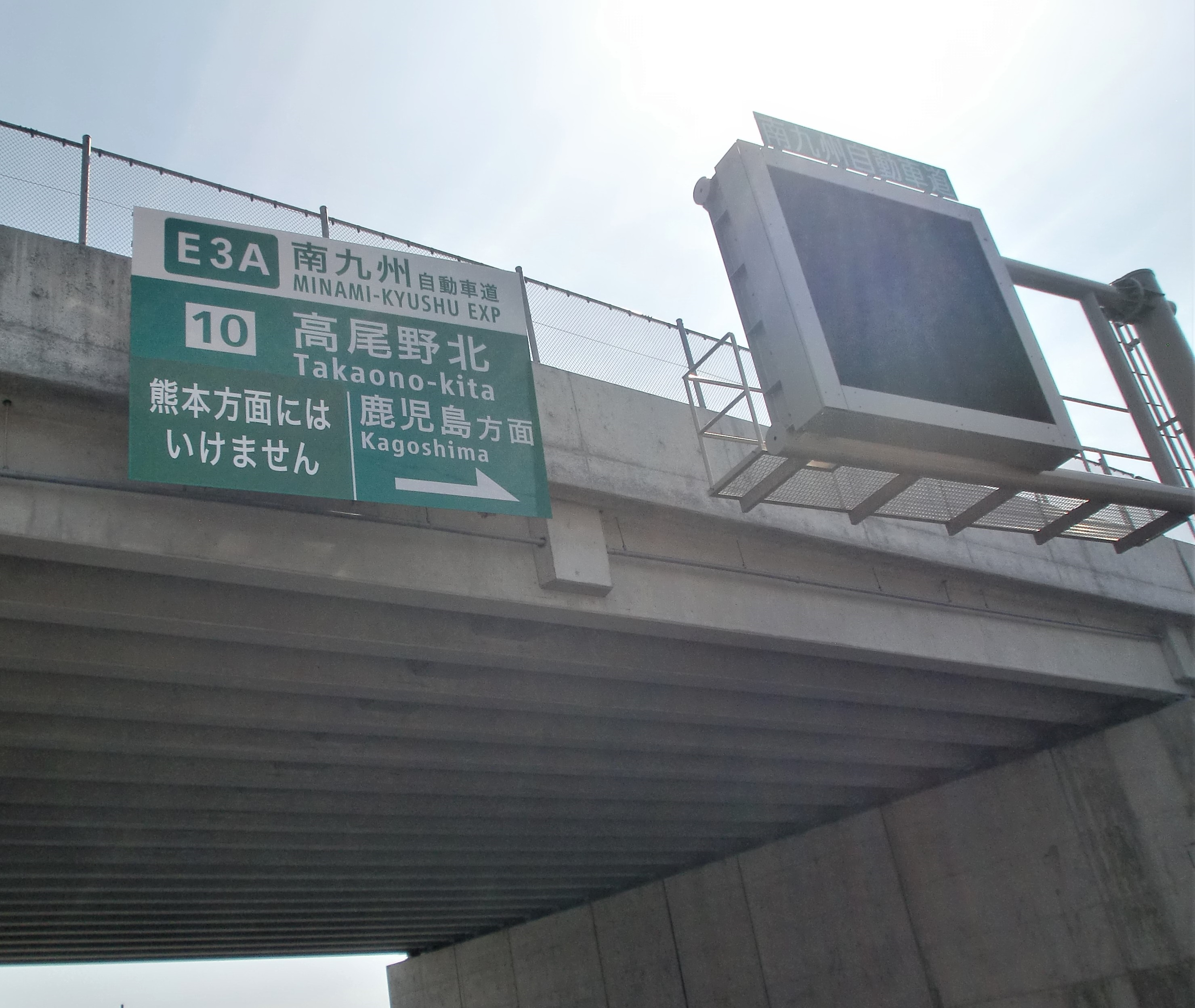
九州で初めて設置された高速道路ナンバリング対応標識

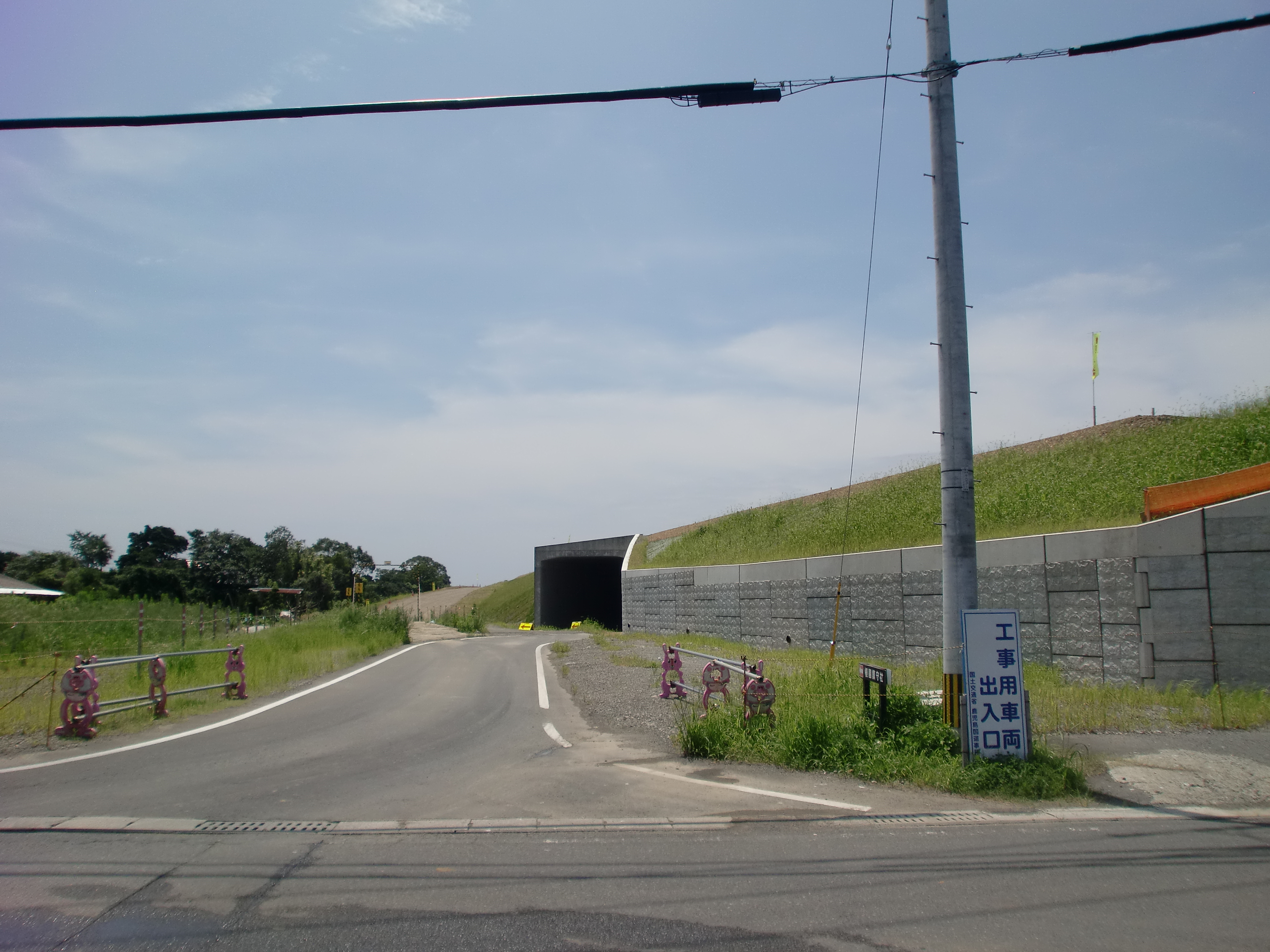
建設中の鹿児島方面出入口（2016年7月撮影）

高尾野北インターチェンジ（たかおのきたインターチェンジ）は、鹿児島県出水市高尾野町上水流にある南九州西回り自動車道（出水阿久根道路）のインターチェンジである。
2016年10月までの仮称は「高尾野インターチェンジ」であった。仮称と同名の高尾野インターチェンジは、北薩横断道路のインターチェンジとして同市高尾野町柴引に存在している。

## 道路
- E3A 南九州西回り自動車道（出水阿久根道路）

## 沿革
- 2005年（平成17年）12月9日 : 同インターチェンジを含む区間が都市計画決定される。
- 2008年（平成20年）3月15日 : 出水IC - 阿久根IC間着工[3]。
- 2016年（平成28年）10月31日 : IC名称が「高尾野IC（仮称）」から「高尾野北IC」に正式決定[2]。尚、仮称であった高尾野ICは既に北薩横断道路に存在している。
- 2017年（平成29年）
  - 3月11日 : 高尾野北IC - 野田IC間開通に伴い供用開始[4]。また開通に伴い九州では初めて、全国で2番目となる高速道路ナンバリング対応標識が設置された[5]。
  - 11月12日 : 出水IC - 高尾野北IC間開通[6]。

## 接続する道路
- 鹿児島県道374号出水高尾野線

## 周辺
- 出水市立下水流小学校
- 出水ツル渡来地

## 隣
E3A 南九州西回り自動車道（出水阿久根道路）
(9) 出水IC - （10）高尾野北IC - （11）野田IC